# Am I Black Enough for You
Am I Black Enough for You är en dansk-estnisk-finländsk-svensk-brittisk-sydafrikansk dokumentärfilm från 2009 i regi av Göran Olsson.
Filmen handlar om den amerikanske soulsångaren Billy Paul och skildrar hans liv i staden Philadelphia och kärleken till hans hustru Blanche. Filmen berör även Pauls vänskap med Martin Luther King, Malcolm X och Stevie Wonder samt fötrycket av afroamerikaner och hur medborgarrättsrörelsen kom att forma soulmusiken.
Am I Black Enough for You producerades av Jenny Örnborn och fotades av Olsson. Den klipptes av Anders Refn, Olsson (kompletterande), Mia Engberg (kompletterande) och Dino Jonsäter (kompletterande) och premiärvisades den 6 mars 2009 på Tempo dokumentärfestival i Stockholm. Året efter visades den på Göteborgs filmfestival och även av Sveriges Television, den senare i en nedklippt version.